# Borgerligt äktenskap

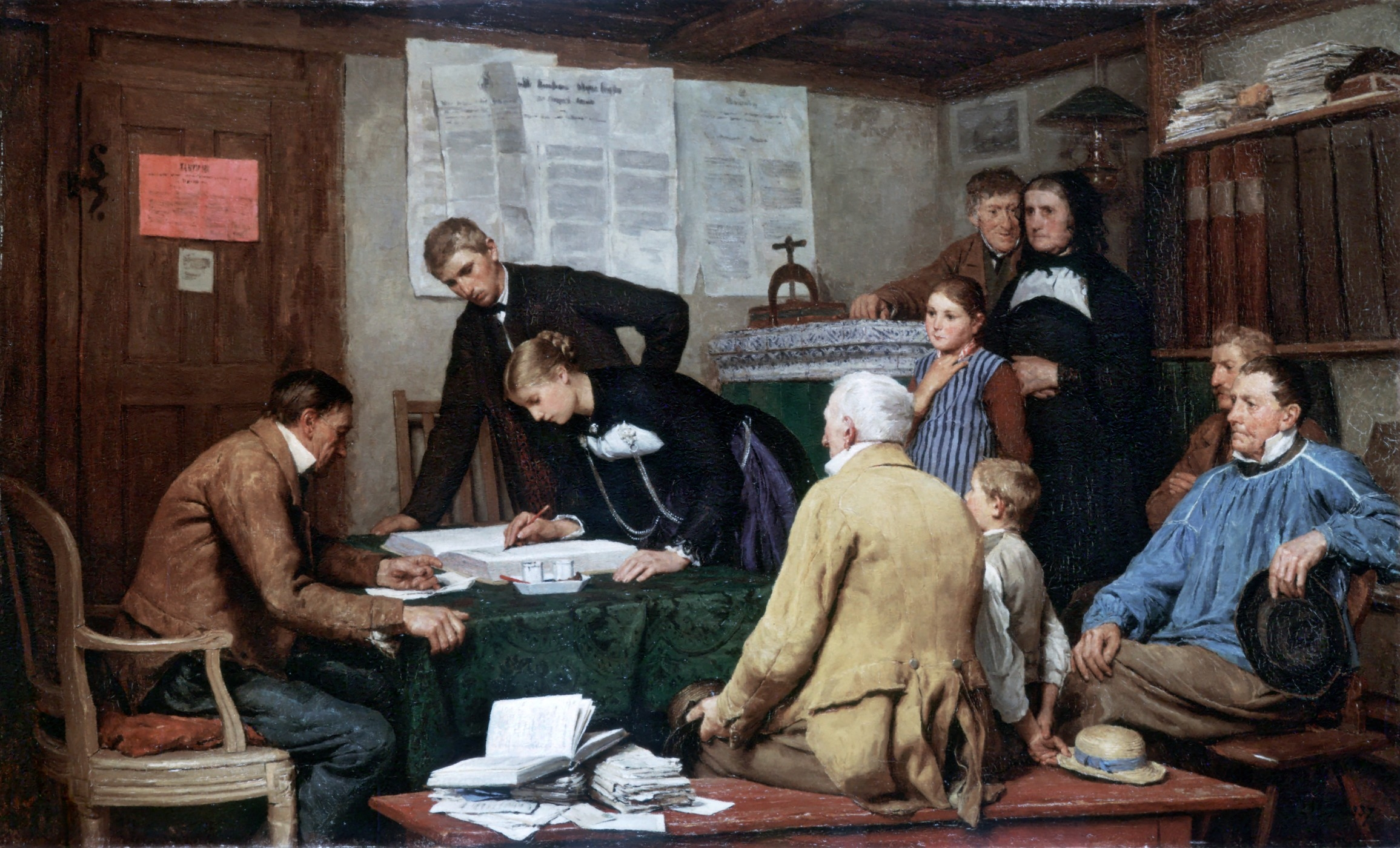
Borgerlig vigsel i 1800-talets Schweiz.

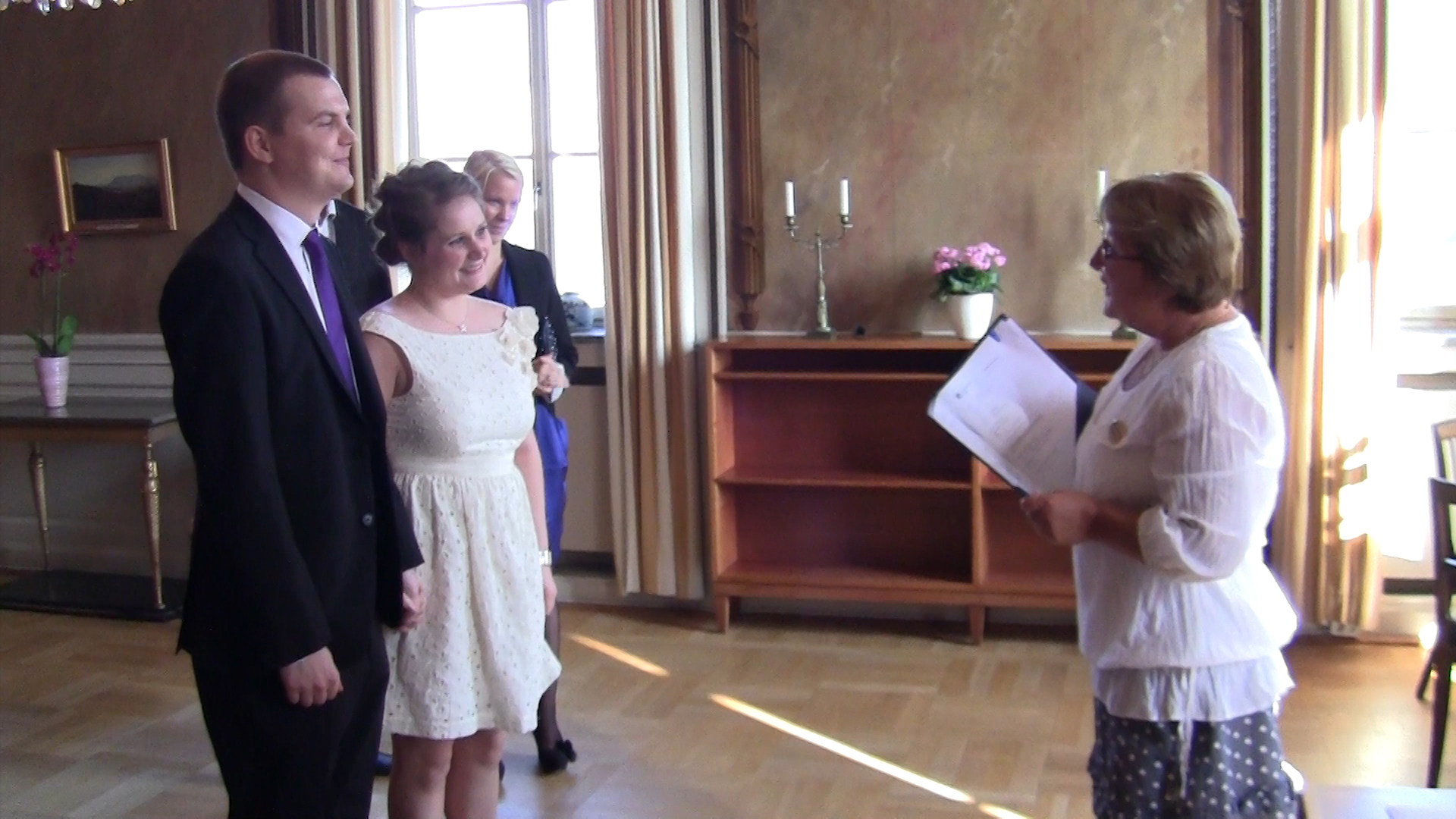
Borgerlig vigsel i Rådhuset i Göteborg, 2011.

Borgerligt äktenskap avser genomförandet av en i statlig eller kommunal regi anordnad vigselförrättning. I Sverige infördes möjligheten till borgerlig vigsel 1863, under förutsättning att endera partnern var av judisk trostillhörighet. 1908 infördes en allmän möjlighet till borgerlig vigsel. Innan de frikyrkliga samfundens pastorer 1951 fick vigselrätt i Sverige utnyttjade många av dessas medlemmar rätten till borgerlig vigsel för att få äktenskapet lagligt registrerat; därefter genomfördes ytterligare en vigselakt utan rättsverkan i samfundets regi, så som ordningen är i flera europeiska länder.
I vissa stater, till exempel Frankrike, är endast borgerligt äktenskap eller borgerlig vigsel juridiskt giltig.